# Concurrentiebeding
Een concurrentiebeding (ook wel: non-concurrentiebeding of niet-concurrentiebeding) is een bepaling in een overeenkomst waarbij een partij zich verplicht de andere partij geen concurrentie aan te doen, noch in loondienst noch als zelfstandige. Zo'n beding komt vaak voor bij de verkoop van een onderneming, en in de arbeidscontracten van werknemers. De gedachte achter het beding is dat het niet eerlijk tegenover de werkgever zou zijn wanneer een werknemer bepaalde via het bedrijf verkregen kennis (die dus eigenlijk "van het bedrijf" is) gebruikt om tegen datzelfde bedrijf te concurreren. Hetzelfde idee geldt bij overnames: het zou oneerlijk zijn wanneer het overnemende bedrijf veel geld betaalt voor een onderneming waarna de verkoper een nieuwe concurrerende onderneming start.

## Typen concurrentiebedingen
Er bestaan twee typen van concurrentiebedingen: 
- de concurrentiebedingen die bij aanvang in de arbeidsovereenkomst opgenomen werden, en
- de concurrentiebedingen die pas na het ontslag van de werknemer afgesloten worden.

Het eerste type concurrentiebeding moet naar Belgisch recht aan een aantal strikte voorwaarden voldoen: 
- schriftelijk vastgelegd;
- betrekking hebben op soortelijke activiteiten;
- beperkt tot het gebied waar de werknemer de werkgever effectief concurrentie kan aandoen (en niet groter dan België);
- een maximumduur van 12 maanden na het einde van de arbeidsovereenkomst;
- het voorziet in de betaling door de werkgever van een eenmalige forfaitaire vergoeding, de zogenaamde niet-concurrentievergoeding.

## Sociale zekerheidsbijdragen
Volgens de rechtspraak van het Belgisch Hof van Cassatie moeten slechts in bepaalde gevallen sociale zekerheidsbijdragen betaald worden. Indien het beding bij aanvang in de arbeidsovereenkomst werd opgenomen is dit het geval. Zo het pas na het ontslag van de werknemer afgesloten werd, zijn er geen sociale zekerheidsbijdragen verschuldigd.